# Antrocephalus japonicus
Antrocephalus japonicus är en stekelart som först beskrevs av Masi 1936.  Antrocephalus japonicus ingår i släktet Antrocephalus och familjen bredlårsteklar. Inga underarter finns listade i Catalogue of Life.